# Morgan Crofton

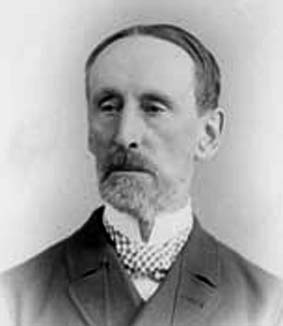
Morgan Crofton

Morgan Crofton (* 27. Juni 1826 in Dublin; † 13. Mai 1915 in Brighton) war ein irischer Mathematiker.

## Herkunft und Leben
Crofton wurde als Sohn eines protestantischen Pfarrers geboren (er war der Nachfolger des Vaters von George Stokes, der ebenfalls Pfarrer in Skreen, County Sligo war). Crofton studierte am Trinity College in Dublin. Da er um diese Zeit überlegte, zum katholischen Glauben zu wechseln (unter dem Einfluss des späteren Kardinal John Henry Newman in Birmingham), wollte er die ihm 1848 angebotene Fellowship des Trinity College nicht annehmen, die mit einer Ordination in der anglikanischen Kirche verbunden war. 1849 wurde er Professor für theoretische Physik (Natural Philosophy) am Queen’s College in Galway, trat aber 1853 zurück, als er katholisch wurde. Er lehrte dann an einer Reihe von Jesuiten-Schulen in Frankreich. Später wurde er auf Empfehlung von James Joseph Sylvester an der Royal Military Academy in Woolwich eingestellt, wo er 1870 auch Sylvesters Nachfolger als Professor für Mathematik wurde. 1884 trat er in den Ruhestand und wurde 1884 Professor am University College Dublin (dem Nachfolger der katholischen Universität in Dublin, die Newman gegründet hatte), überließ die Vorlesungen aber John Casey, kam nur zu Prüfungen und wohnte weiter in London. 1895 ging er auch hier in den Ruhestand.
Crofton arbeitete z. B. über Geometrie, James Clerk Maxwells Theorie der Fachwerke, ist heute aber vor allem für seine Arbeit in geometrischer Wahrscheinlichkeitstheorie bekannt (Integralgeometrie), wo die Crofton-Formel nach ihm benannt ist. Sie entstand aus der Betrachtung von Buffons Nadelproblem (Crofton On the theory of local probability. Transactions of the Royal Society, Band 158, 1868, S. 181) und drückt die Bogenlänge s einer ebenen Kurve {\displaystyle \gamma } durch ein Integral über die Zahl der Schnittpunkte {\displaystyle n_{\gamma }} mit einer zufällig angeordneten „Nadel“, das heißt der (orientierten) Einheitslinie, mit dem Abstand vom Ursprung p und der Orientierung (Winkel {\displaystyle \varphi }) als Parametern, aus.
{\displaystyle s(\gamma )={\frac {1}{4}}\int \int n_{\gamma }(\varphi ,p)\;d\varphi \;dp}
Dabei steht {\displaystyle d\varphi \;dp} für die normierte Dichte gleichmäßig bezüglich Lage und Orientierung verteilter Linien. Für ungerichtete Linien hat man entsprechend einen Faktor 2 einzufügen. Crofton leitete auch Formeln für die „Trefferanzahl“ von Linien auf Eilinien und zwei Eilinien gleichzeitig ab.
Er schrieb auch den einflussreichen Artikel über Wahrscheinlichkeitstheorie in der 9. Auflage der Encyclopædia Britannica von 1885 (Band 19, S. 768–788).
1898 wurde er Ehrendoktor des Trinity College in Dublin.

## Schriften
- Lectures on the elements of applied mechanics, 1877
- mit E.Kensington Tracts on Mechanics